# Anna Hall (friidrottare)
Anna Hall, född 23 mars 2001, är en amerikansk friidrottare som tävlar i mångkamp.

## Karriär
Vid världsmästerskapen i friidrott år 2023 i Budapest vann Hall silver i sjukamp. Vid världsmästerskapen i friidrott år 2022 tog hon brons i samma gren.